# Tisá skála
Tisá skála (392 m) je významná geologická lokalita nalézající se v lese asi 1 km jihozápadně od obce Bratčice v okrese Kutná Hora ve Středočeském kraji, zhruba 5 km severozápadně od města Golčův Jeníkov. Tisá skála představuje poměrně výrazný kopec v okolní ploché krajině.
Na Tisé skále se nalézají po obvodu a na samotném vrcholku rozsáhlé přirozené skalní výchozy z přibyslavické ortoruly. Pod vrcholem se nalézá rovněž poměrně rozsáhlé kamenné moře.
Skalní výchozy jsou využívány jako cvičné horolezecké terény a je zde registrováno zhruba 60 lezeckých cest převážně boulderového charakteru. Tisá skála byla dříve činnou sopkou. .

## Galerie

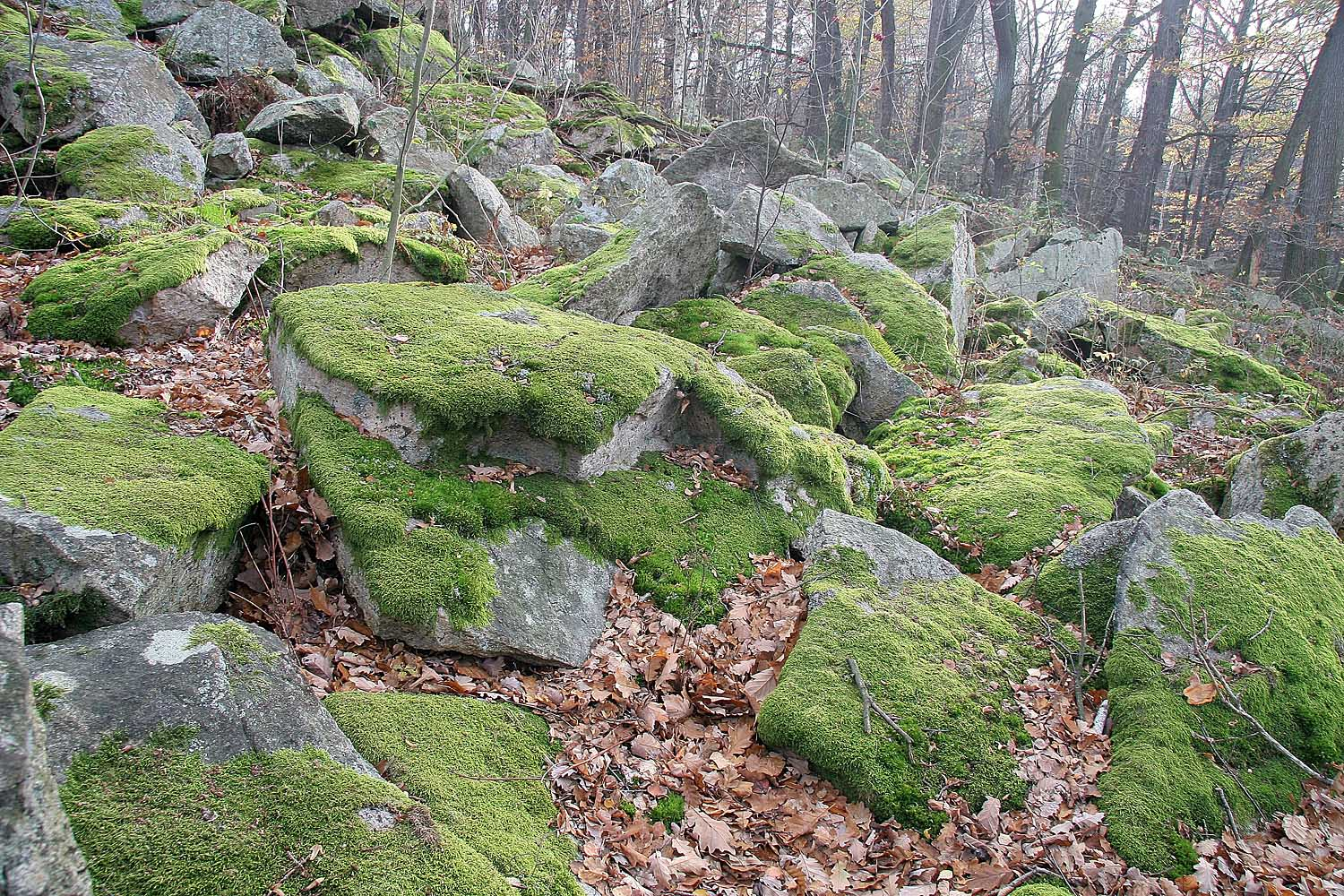
Kamenné moře pod vrcholovou skalou
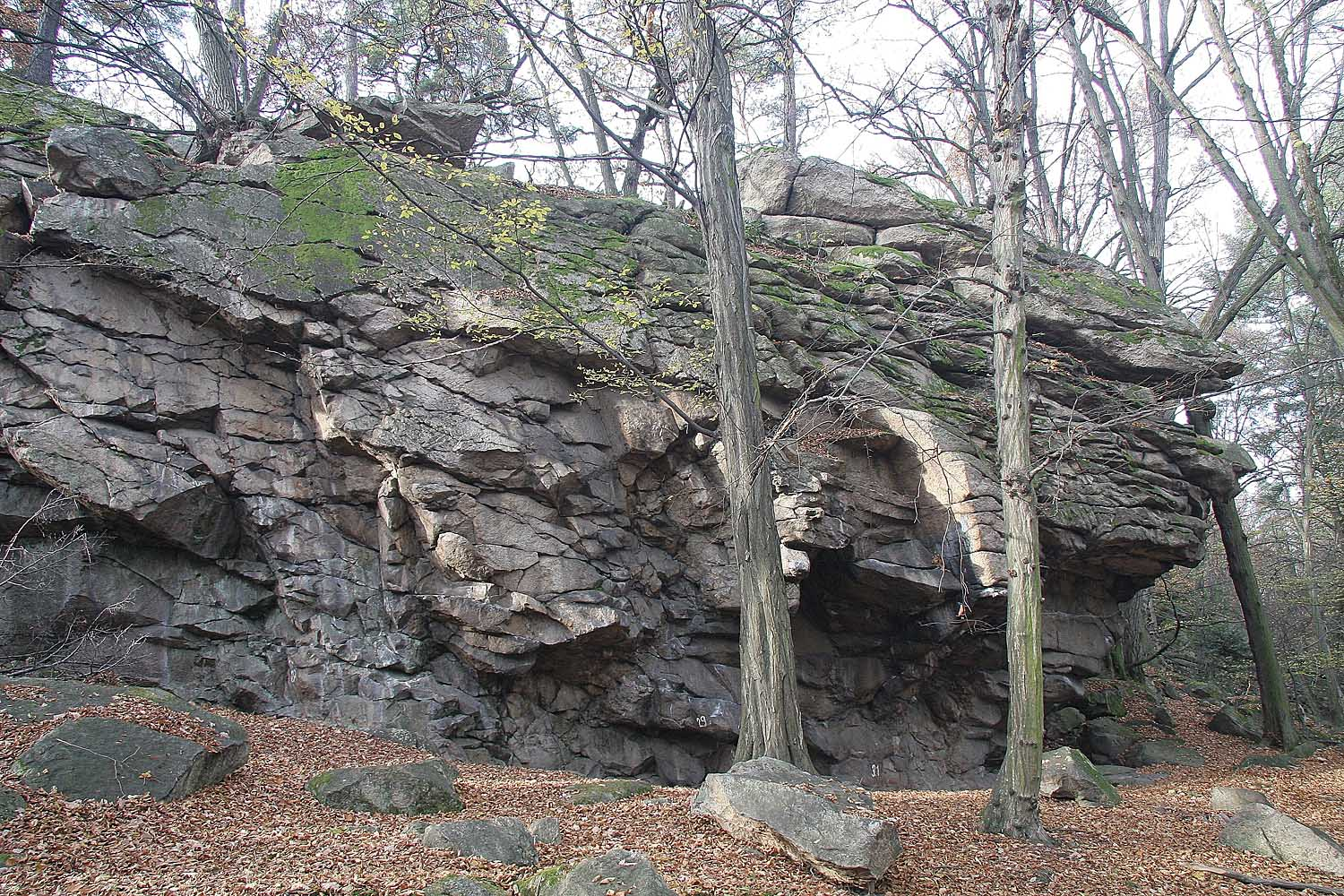
severní okraj Tisé skály
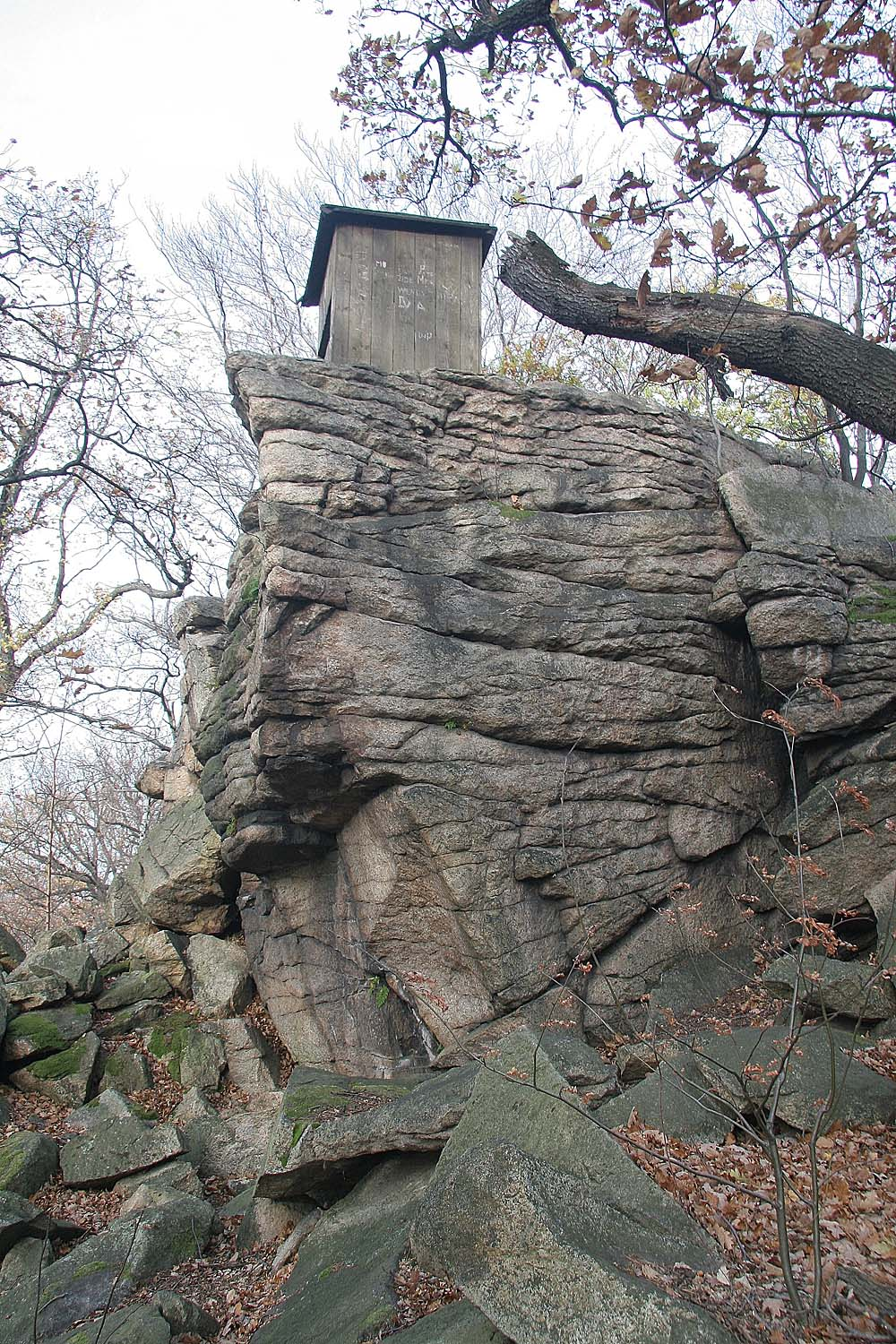
Lovecký posed na vrcholu Tisé skály